# Asarum nomadakense
Asarum nomadakense är en piprankeväxtart som beskrevs av Hatusima. Asarum nomadakense ingår i släktet hasselörter, och familjen piprankeväxter. Inga underarter finns listade i Catalogue of Life.